# 金斗官
金斗官（：／ Kim Doo-kwan；1959年4月10日—），大韓民國自由派政治人物，曾任慶尚南道知事、韓國行政安全部部長、國會議員。

## 早年生涯
金斗官1959年4月10日出生於慶尚南道南海郡古縣面。1987年東亞大學政治外交系畢業。

## 政治生涯
自1987年起擔任南海農民協會秘書長後，金斗官在20世紀90年代擔任南海郡的郡守。2002年競選慶尚南道知事失利。2003年被時任總統盧武鉉選為行政安全部部長，但同年9月3日，遭國會投票將其罷免。2004年國會選舉中，金斗官代表執政黨開放國民黨競選南海郡、河東郡選區國會議員失利；2006年地方選舉，敗給對手大國家黨金台鎬，二度競選慶尚南道知事失利；自由派下野後，2008年國會選舉金斗官三度競選南海郡、河東郡選區國會議員失利；2010年地方選舉，金斗官終於以無黨籍身分當選慶尚南道知事。儘管在擔任知事之初，金斗官承諾保持中立身分，但卻在2011年2月加入民主統合黨。2012年國會選舉在野的民主統合黨敗選後，金斗官宣布投入該年年底的總統選舉，雖然曾被視為小盧武鉉，卻在初選過程中不敵親盧派另一位大將文在寅而敗陣。2014年投入京畿道金浦市國會議員補選，但敗選。2016年國會選舉再次參選京畿道金浦市甲國會議員並成功當選。2020年國會選舉轉回慶尚南道梁山市乙競選並連任成功。